# Ri (kana)
En l'escriptura japonesa, els caràcters り(hiragana) i リ(katakana) són dues mores o kanes que ocupen el 40è lloc en el sistema modern d'ordenació alfabètica gojūon (五十音), entre ら i る; i el novè en el poema iroha, entre ち i ぬ. En fonologia, una mora és la unitat superior al segment i inferior a la síl·laba.
A la taula de l'ordre gojūon (per columnes, i de dreta a esquerra), es troba a la novena columna (ら行, columna «ra») i la tercera fila (い段, fila «i»).

La taula gojūon

Tant り com リ provenen del kanji 利.

## Romanització
Segons els sistemes de romanització Hepburn modificat, Kunrei-shiki i Nihon-shiki, り, リ és romanitzada com «ri».

## Escriptura
|  | El caràcter り té dos glifs (o traços) diferents segons si es fusionen o no els seus dos traços en un. En el segon cas, els seus traços són: 1. Traç vertical descendent que al final forma angle i torna cap a dalt. 2. Traç vertical a la dreta del primer i més llarg que aquest, i que acaba corba cap a l'esquerra. |
|  | El caràcter リ s'escriu amb dos traços: 1. Traç vertical descendent. 2. Traç vertical a la dreta del primer i més llarg que aquest, i que acaba corbat cap a l'esquerra |

## Altres escriptures
| り / リ en braille japonès   | り / リ en braille japonès                                 |
| ---------------------------- | ---------------------------------------------------------- |
| り / リ ri                   | りい / リー rī                                             |
| ⠓ (braille pattern dots-125) | ⠓ (braille pattern dots-125) · ⠒ (braille pattern dots-25) |

- Alfabet fonètic: 「りんごのリ」 (la «ri de ringo», on ringo vol dir poma)
- Codi Morse:[7] －－•